# Нидерландская радиовещательная корпорация
Нидерландская радиовещательная корпорация (Nederlandse Omroep Stichting, NOS) — одна из крупнейших государственных теле- и радиокорпораций Нидерландов, основанная в 1969 году.

## Правопредшественники
Основана в 1969 году путём объединения Нидерландской телевизионной корпорации и Нидерландского радиовещательного союза.

## Телевещательная деятельность учреждения
Организация ведёт:
- с 1969 года - информационные телепередачи по 1-й телепрограмме в Нидерландах;
- в 1969-2008 гг. совместно с рядом ассоциаций - вещание по 1-й телепрограмме в Нидерландах (программе «Недерланд 1» («Nederland 1»));
- в 1969-2008 гг. совместно с рядом ассоциаций - вещание по 2-й телепрограмме в Нидерландах (программе «Нидерланд 2» («Nederland 2»));
- в 1988-2008 гг. совместно с рядом ассоциаций - вещание по 3-й телепрограмме в Нидерландах (программе «Нидерланд 3» («Nederland 3»));

## Радиовещательная деятельность учреждения
Организация ведёт:
- с 1969 года - информационные радиопередачи по 1-й телепрограмме в Нидерландах;
- в 1969-2008 гг. совместно с рядом ассоциаций - вещание по 1-й радиопрограмме в Нидерландах (программе «Радио 1», до 1 декабря 1985 года - «Хильверсум 1» («Hilversum 2»));
- в 1969-2008 гг. совместно с рядом ассоциаций - вещание по 2-й радиопрограмме в Нидерландах (программе «Радио 2», до 1 декабря 1985 года - «Хильверсум 2» («Hilversum 2»));
- в 1969-2008 гг. совместно с рядом ассоциаций - вещание по 3-й радиопрограмме в Нидерландах (программе «Радио 3», до 1 декабря 1985 года - «Хильверсум 3» («Hilversum 3»));
- в 1975-2008 гг. совместно с рядом ассоциаций - вещание по 4-й радиопрограмме в Нидерландах (программе «Радио 4», до 1 декабря 1985 года - «Хильверсум 4»  («Hilversum 4»));
- в 1983-2008 гг. совместно с рядом ассоциаций - вещание по 5-й радиопрограмме в Нидерландах (программе  «Радио 5», до 1 декабря 1986 года - «Хильверсум 5» («Hilversum 5»));
- с 3 августа 2002 до 2008 года совместно с рядом ассоциаций - вещание по программе «Функс» («FunX»);
- с 4 сентября 2006 г. до 2008 года совместно с рядом ассоциаций - вещание по программе «Радио 6»

## Руководство
Руководство организацией осуществляется наблюдательный советом (Raad van toezicht), назначаемый ассоциациями, вместе с которыми организация ведёт вещание.